# 16 Air Assault Brigade

Abzeichen der 16 Air Assault Brigade

Die 16 Air Assault Brigade (16 AAB) ist eine luftbewegliche Brigade der British Army.

## Allgemeines

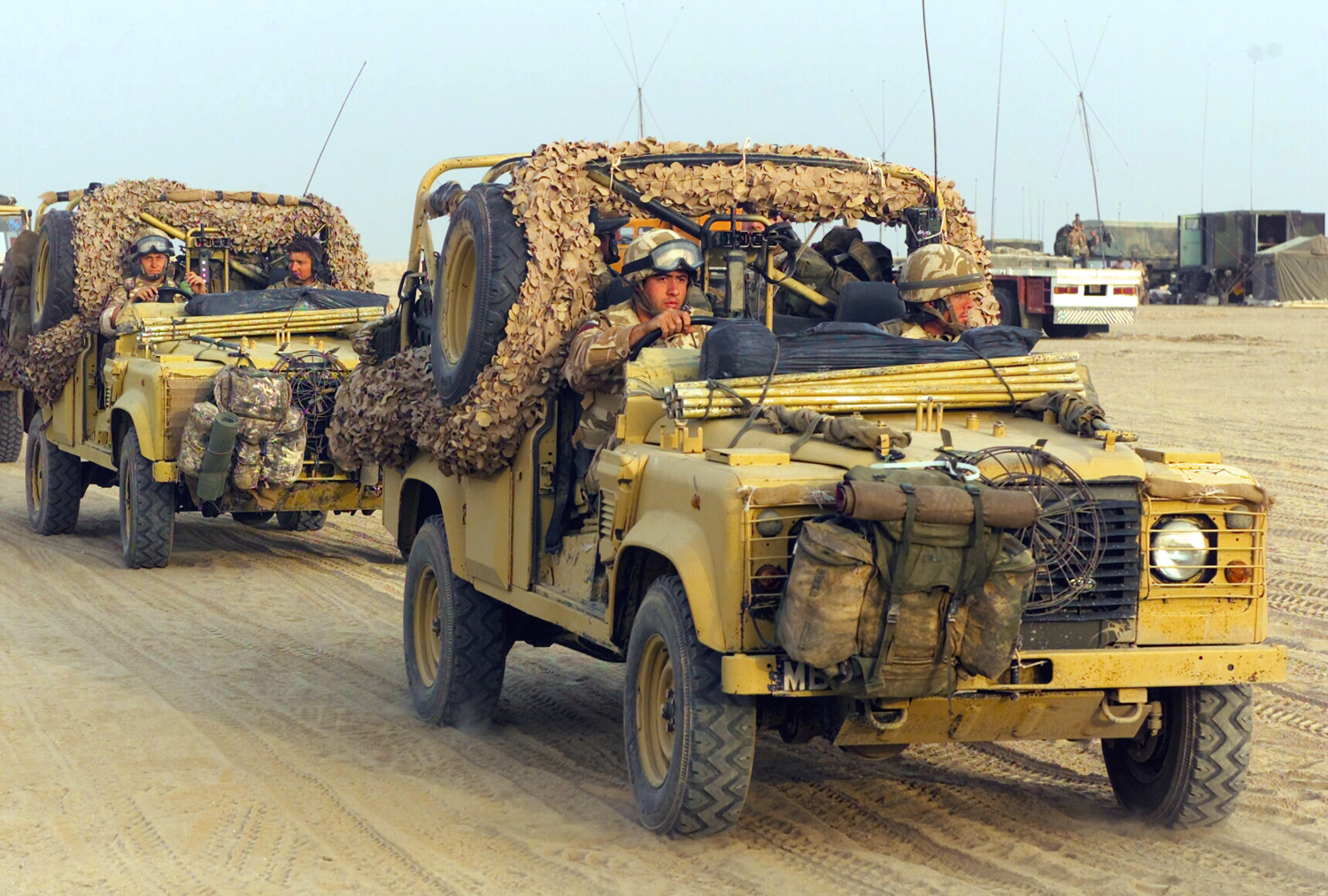
Soldaten der 16 Air Assault Brigade mit Land Rover Defender 110 im Irak, 2005

Die 16 Air Assault ist der primäre Reaktionsverband der Britischen Armee und in der Lage, eine ganze Bandbreite von luftmobilen Operationen zur Unterstützung von Evakuierungs-, Kampf- und friedenserhaltenden Einsätzen durchzuführen.
Die Brigade wurde am 1. September 1999 durch eine Zusammenführung der 24 Airmobile Brigade und der 5 Airborne Brigade gegründet. Die Brigade ersetzte die 24 Airmobile Brigade als britischen Beitrag zur NATO Multinational Division Central (MND-C) als multinationaler Eingreifverband, der jedoch im Oktober 2002 aufgelöst wurde.
Die 16 Air Assault ist eine einzigartige Formation in der Britischen Armee und ist der britische Anteil am Allied Command Europe Rapid Reaction Corps (ARRC). Operativ untersteht die 16 Air Assault dem Joint Helicopter Command, das 1999 nach dem Strategic Defense Review geschaffen wurde. Dieses Command koordiniert teilstreitkräfteübergreifend die luftbewegliche Operationen per Helikopter und untersteht dem British Army Land Command in Wilton.
Einsatzarten der Brigade:
- Die Brigade ist ein sehr leichter und luftbeweglicher Großverband, der für einen weiteren Aufwuchs von Einsatzkräften wichtige Verkehrs- und Geländepunkte wie Seehäfen oder Flugplätze nehmen kann.

- Luftbewegliche Einsätze werden meist in Zusammenarbeit mit Bodenkräften durchgeführt und sollen Schlüsselpositionen des Gegners besetzen oder ausschalten.

- Fallschirmsprungeinsätze werden schlagartig gegen hochwertige Ziele des Gegners durchgeführt und sind meistens von kurzer Dauer.

## Organisation
Das Hauptquartier der 16 Air Assault ist in Colchester, Grafschaft Essex stationiert. Dieses Hauptquartier ist ein zusammengefasstes Hauptquartier aus Angehörigen der Royal Air Force und der British Army.
Die luftlandefähige 216 Signal Squadron, von den Royal Signals, sorgt für die Aufrechterhaltung des Funknetzes für die gesamte Brigade, und kann zur Unterstützung fremder Brigaden auch autark operieren.
Der Pathfinder Platoon des Parachute Regiment, stationiert auf dem Wattisham Airfield in Suffolk, unterstützt als Spezialteileinheit die Brigade durch verdeckte Aufklärung und Markieren und Sichern der Landezone. Der Spezialzug in Stärke von 45 Soldaten wird von einem Major geführt und ist MFFbefähigt. Der Zug wird durch Spezialisten des Royal Signal Corps und Medical Corps ergänzt.
Das 3 und 4 Army Air Corps Regiment, stationiert auf dem Wattisham Airfield in Suffolk und das 9 Army Air Corps Regiment in Dishforth, stellen die Luftnahunterstützung, die luftbewegliche Aufklärung und den taktischen Lufttransport der Brigade durch Hubschrauber. Jedes Regiment besteht aus zwei Anti-Tank Squadrons, einer Light Battlefield Helicopter Squadron und einer Wartungseinheit.
Die Anti-Tank Squadrons sind mit dem Lynx Mk7 Hubschrauber ausgestattet, die mit dem TOW Raketensystem ausgerüstet sind. Die Aufklärungsrolle decken Gazelle Hubschrauber ab.
Die Light Battlefield Helicopter Squadrons sind mit dem Lynx Mk9 ausgerüstet, der zum Verlegen von kleineren Trupps dient. Die LBH Squadrons arbeiten meistens mit den drei Infanterie Bataillonen zusammen.
Die Wartungseinheit besteht aus Soldaten der Royal Electrical and Mechanical Engineers, die für den Betrieb der Hubschrauber zuständig sind.
Im Dezember 2005 wurden die Regimenter mit 48 Longbow Apache Helikoptern ausgerüstet.
Jede Squadron wird aus 8 Apaches gebildet, die von einigen Lynx unterstützt werden.
Da der 16 Air Assault eine eigene schwere Helikoptereinheit fehlt, sorgt die Royal Air Force mit Chinook und Puma Hubschraubern für die Unterstützung. Diese Helikopter werden vom Support Helicopter HQ befehligt, die zum Brigade HQ gehört. Außerdem nutzt die Brigade die C-130 und C-17 Flugzeuge der Royal Air Force für den Lufttransport.
Die Bodenkampftruppen der Brigade bestehen aus fünf Infanteriebataillonen: dem zweiten und dritten Bataillon des Parachute Regiment (Fallschirmjäger) und dessen nebenberuflich (Army Reserve) dienendem vierten Bataillon, einem Bataillon Leichte Infanterie (Light Recce Strike Infantry) und einem zur Air Assault Infantry ausgebildetem Gurkha-Bataillon. Jedes Bataillon besteht aus fünf Kompanien – drei Schützenkompanien, einer Kampfunterstützungskompanie und einer Stabs- und Versorgungskompanie. Die Kampfunterstützungskompanie umfasst einen Mörserzug, einen Maschinengewehrzug und einen mit Lenkraketen ausgerüsteten Panzerabwehrzug. Die Brigade besitzt keine gepanzerten Fahrzeuge und ist Rad beweglich mit LKW und Landrovern. Die Handfeuerwaffen sind die Standardwaffen der Britischen Armee.
Die 7th Parachute Regiment Royal Horse Artillery, stationiert in Aldershot, unterstützt die Brigade mit auf drei Batterien verteilten 18 Haubitzen.
Die 21 Air Defence Battery besorgt mit Javelin die Flugabwehr.
Die 23 Parachute Engineer Regiment, mit unterstellter 9 Parachute Squadron stellt die Pionierunterstützung und hat den Auftrag, die Beweglichkeit der Brigade zu erhöhen und die des Feindes einzuschränken.
Eine Squadron vom im Windsor stationierten Household Cavalry Regiment stellt zusammen mit dem Pathfinder Platoon (Fernspähzug) des Parachute Regiment, die Aufklärung der Brigade am Boden sicher. Dafür ist sie mit zwölf Scimitar Aufklärungsfahrzeugen ausgerüstet. Diese dienen auch zur Feuerunterstützung der Infanteriekompanien.
Das 13 Air Assault Support Regiment übernimmt die Versorgung mit Munition, Treibstoff, Verpflegung, Wasser und weiteren Versorgungsgütern.
Das 16 Close Support Medical Regiment stellt die Sanitätsunterstützung sicher.
Die 156 Provost Company stellt die Militärpolizei der Brigade.
Die 89 Military Intelligence Section ist der Brigade zur Nachrichtengewinnung durch Human Intelligence (Feldnachrichtentruppe) unterstellt.

## Gliederung
- 16th Air Assault Brigade

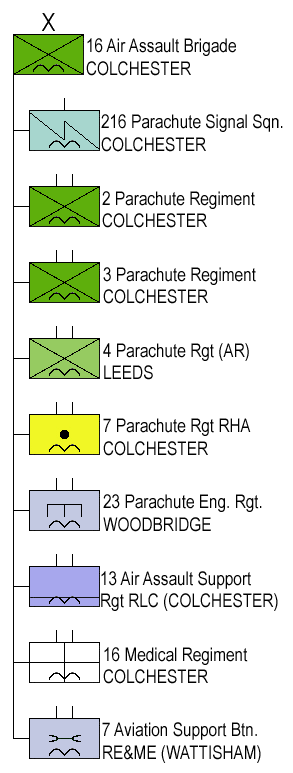
Gliederung 16th Air Assault Brig.

- Stabs- & Fernmeldeschwadron (216 Parachute Signal Squadron)
- 1. Bataillon Royal Irish Regiment – Luftlandeinfanterie
- 2. Bataillon Parachute Regiment – Fallschirmjäger
- 3. Bataillon Parachute Regiment – Fallschirmjäger
- Argyll and Sutherland Highlanders, 5. Bataillon Royal Regiment of Scotland – Luftlandeinfanterie
- 7. Parachute Regiment Royal Horse Artillery – Luftlandeartillerie mit L118 Light Gun
- 3. Regiment Army Air Corps – Heeresflieger mit Chinook- und AH-64 Apache Helikoptern
- 4. Regiment Army Air Corps – Heeresflieger mit Chinook- und AH-64 Apache Helikoptern
- 9. Regiment Army Air Corps – Heeresflieger mit Chinook- und AH-64 Apache Helikoptern
- 23. Engineers Regiment (Air Assault), Royal Engineers – Luftlandepioniere
- 7. Aviation Support Bataillon, Royal Electrical and Mechanical Engineers
- 13. Air Assault Support Regiment, Royal Logistic Corps – Luftlandeunterstützungsbataillon
- 16. Close Support Medical Regiment, Royal Army Medical Corps – Sanitätsbataillon
- 156. Provost Company, Royal Military Police
- Pathfinder Platoon – Fernspähzug

Der Brigade auf Zusammenarbeit angewiesen, aber nicht unterstellt:
- Panzeraufklärungskompanie des Household Cavalry Regiments in Windsor
- No 1 (Para) Troop, 33. Pionierregiment – Sprengmittelbeseitigung
- Light Electronic Warfare Team, 14. Fernmelderegiment (EloKa)
- 4. Bataillon Parachute Regiment – Reserveeinheit
- 2. Bataillon Royal Irish Regiment – Reserveeinheit

## Bisherige Einsätze
- Mazedonien
- Afghanistan
- Afrika
- Nordirland
- Balkan
- Irakkrieg

## Ausstattung
Die Luftbeweglichkeit der Brigade wird u. a. dadurch sehr unterstützt, dass man auf schwere gepanzerte Fahrzeuge verzichten kann und stattdessen auf leichte LKW setzt.
- Artillerie
  - 105mm L-118/-199 (leichte Feldhaubitze)

- Flugabwehr
  - Javelin

- Hubschrauber
  - Lynx Mk7
  - Lynx Mk9 (in den Light Battlefield Squadrons zum Transport von kleinen Trupps zu finden)
  - Gazelle
  - Apache
  - Puma
  - Chinook

- Transportflugzeuge
  - C-130 Herkules (der Royal Air Force)
  - C-17 Globemaster (der Royal Air Force)